# Chaetophractus
Chaetophractus là một chi động vật có vú trong họ Dasypodidae, bộ Cingulata. Chi này được Fitzinger miêu tả năm 1871. Loài điển hình của chi này là Dasypus villosus (Desmarest, 1804) by subsequent designation (Yepes, 1928).

## Hình ảnh

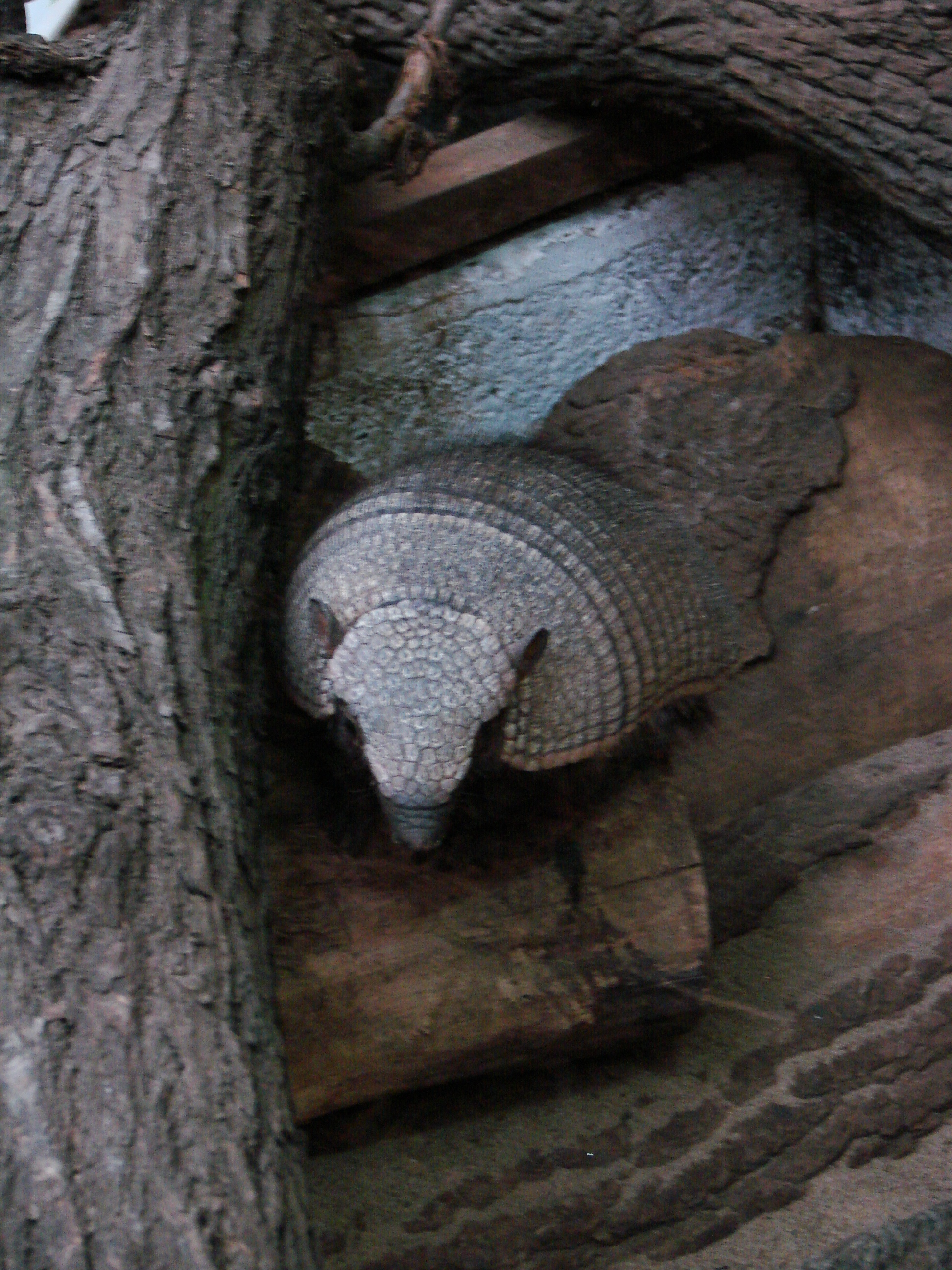
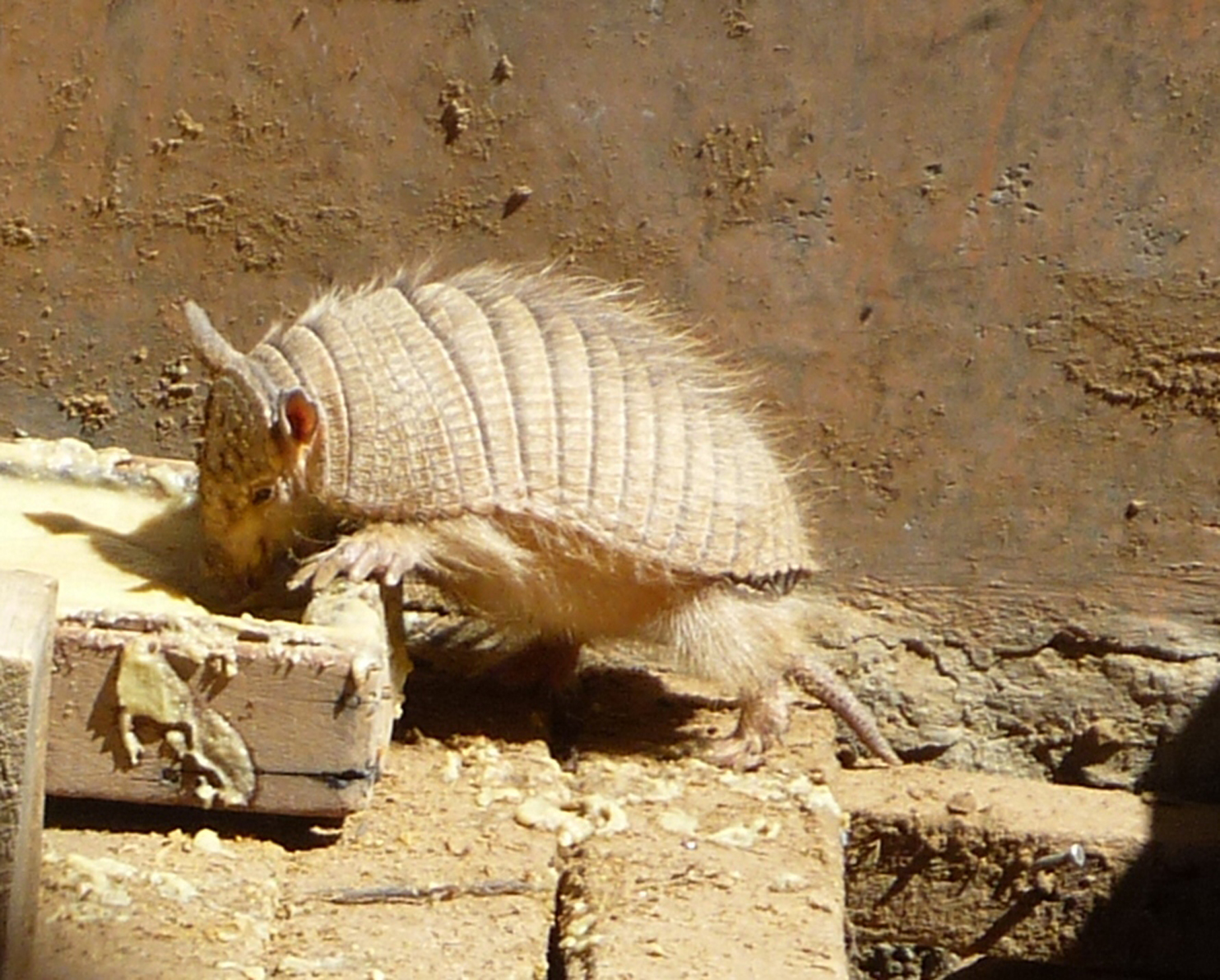

## Các loài
Chi này gồm các loài:
- C. vellerosus
- C. villosus
- C. nationi